# SFX (杂志)
SFX是一份英国杂志，题材是科幻和奇幻。本刊始刊于1995年，每4周出版一次。本刊中有小说、幻想、恐怖故事，介绍电影、电视、电子游戏、漫画和文学。根据官方网站，SF代表科幻，X可以代表任何事。